# Абдул-Гамід II
Абдул-Гамід II (1842–1918) — 34-ий султан Османської імперії (1876–1909), запровадив першу Конституцію та парламентаризм. Останній самодержавний глава Османської імперії, яка в його правління піддавалася фрагментації.

## Біографія
Отримав блискучу освіту, багато мандрував по Європі, зокрема з батьком і рідним братом.
У грудні 1876 року під впливом так званих «нових османів» і пов'язаного з ними Мідхат-паші запровадив конституцію. За нею був створений перший в турецькій історії загальноімперський парламент. Проте на поступки слов'янам султан йти відмовився, а в 1877 році Росія оголосила Османській імперії війну. Коли російські війська підступили до самого Стамбулу, британці ввели до Мармурового моря військову ескадру на підтримку султана. Абдул-Гамід II позбувся вже не потрібних йому «нових османів», розпустив парламент і встановив режим одноосібного правління, який отримав назву «зулюм».
У стамбульському передмісті Сан-Стефано був підписаний мир, за яким Османська імперія визнавла незалежність Сербії, Чорногорії та Румунії. У землях, населених болгарами (до яких тоді зараховували і македонців), було створене самоврядне князівство. Автономію отримала також Боснія і Герцеговина. В інших європейських володіннях Османської імперії та Вірменії мали були проведені реформи, які б гарантували права місцевих християн. Водночас умови Сан-Стефанського миру викликали протести інших великих держав, і вони були переглянуті на європейському конгресі, скликаному в Берліні. За новим договором територія автономної Болгарії була зменшена втричі. Британія отримала острів Кіпр, Австро-Угорщина — право зайняти своїми військами Боснію і Герцеговину. За кілька років Греція відібрала в імперії Фессалію, а Франція захопила Туніс.
Режим «зулюма» тримався переважно на насильстві і залякуванні. Потрапити до в'язниці й загинут османські піддані могли від необережно сказаного слова, а часто і без жодної провини. Керівник таємної поліції згодом зізнавався, що в нього просто не вистачало часу виконати усі розпорядження султана про розправи, а якби він їх виконав — населення імперії зменшилося б на третину. З книжок і часописів викреслювали будь-які згадки про революції, державні перевороти, замахи на монархів.
При цьому на державні посади були готові призначати навіть відвертих невігласів — лише б вони не суперечили начальству. На хабарництво, здирництво і казнокрадство просто заплющували очі. За вирішення навіть дрібних справ прохач мав сплачувати чиновнику бакшиш, а будь-які великі витрати з державної скарбниці наповнювали насамперед кишені султанських призначенців і самого володаря.
За господарським розвитком Османська імперія тим часом все більше відставала від країн Західної Європи. У східних провінціях зберігалося кріпацтво і панщина. Османська промисловість нараховувала лише кілька десятків текстильних фабрик та військових заводів. В країні не було навіть власної металургії — руду доводилося вивозити за кордон, а потім купувати виготовлені з неї чавун чи сталь.
Численні пільги та привілеї, надані султанським урядом іноземним підприємцям, дозволили європейським державам — Франції, Британії, Німеччині, Австро-Угорщині — швидко прибрати до своїх рук майже всю зовнішню торгівлю імперії, в той час як місцеві торгівці зазвичай лише перепродавали закордонні товари. Османський банк та інші великі банки імперії теж належали іноземцям.
Уряд загруз у зовнішніх боргах, і в 1881 році султан змушений був погодитися на створення Управління османського державного боргу, підпорядкованого європейським банкірам. Уповноважені Управління самостійно стягували податки і збори від державних монополій — нібито для погашення зовнішніх зобов'язань, але борги все одно зростали. Османська імперія остаточно перетворилася на напівколонію великих держав.
Від ослабленої держави сусіди продовжували відривати територію за територією. Болгарський князь приєднав Східну Румелію, яку великі держави урочисто обіцяли залишити османською. Після нової війни з Грецією султан позбувся влади і над Критом.
Пожвавилися національні та визвольні рухи. Албанці утворили Призренську лігу, слов'яни Македонії і Фракії — Македонсько-Одринську революційну організацію, вірмени — одразу кілька політичних партій, найвідомішою з яких була Вірменська соціалістична федерація (Дашнакцутюн). У Сирії з'явилися прихильники відокремлення від Османської імперії областей, населених арабами, та створення ними власної держави.
З 80-х років XIХ сторіччя до Палестини почали переселятися євреї, які тікали від погромів і переслідувань в європейських країнах. Абдул-Гамід II одразу заборонив продавати їм землю та й взагалі надовго залишатися в османських володіннях. Теодор Герцль намагався зустрітися з султаном і переконати його погодитися на створення єврейської держави, але отримав категоричну відмову.
Зростанню національної самосвідомості підкорених народів Абдул-Гамід II намагався протиставити не лише запозичену в «нових османів» ідею єдності усіх підданих імперії — османізм. Оскільки султан зберігав з собою титул халіфа, він намагався використати в своїх інтересах релігійні почуття одновірців. В Стамбулі знайшов прихисток засновник панісламізму філософ Джамал аль-Дін аль-Афгані, який закликав до згуртування усіх мусульман чи принаймні мусульман-суннітів.
Водночас уряд розпалював міжнаціональну ворожнечу. Збір податків з вірмен був навмисно відданий ватажкам курдських племен, на домогу яким були створені особливі каральні загони кінноти — названі на честь султана «гамідійськими». Коли обурені утисками вірмени повстали, імперією прокотилися жорстокі погроми. В 1896 році група дашнаків захопила будівлю Османського банку в Стамбулі і пообіцяла підірвати її разом з собою та всіма цінностями, якщо Абдул-Гамід II не погодиться на запровадження у Вірменії самоврядування та громадянських свобод. Дипломати вмовили захопників залишити будівлю, але відповіддю султана стали нові погроми. За кілька років від розправ постраждали майже 300 тисяч вірмен.
В 1889 році студенти стамбульського військово-медичного училища створили таємний комітет, названий ними «Єднання і прогрес». В 1891 році у Парижі виник закордонний центр організації, який почав видавати власну газету. Певний час «молоді турки» діяли підпільно — пропагували свої ідеї, поширювали часописи і книжки, друковані ними в Західній Європі та Єгипті, недосяжному для османської цензури та поліції, викривали злочини режиму «зулюма» в європейський пресі. Але коли опозиціонери наважилася на протест в самому Стамбулі — уряд відповів арештами, ув'язненнями та стратами.
На початку XX сторіччя зріс вплив Німеччини, яка в 1903 році отримала в нього концесію на будівництво Багдадської залізниці. Це викликало невдоволення суперників Німеччини — Франції, Британії та Росії.
У 1903 році спалахнуло антиосманське повстання в Македонії.
В 1908 році збунтувалися солдати на чолі з підполковником Ахмедом Ніязі. Він звернувся до Абдул-Гаміда II з вимогою припинити політичні переслідування та відновити дію конституції. Солдати, яких кинули проти бунтівників, приєдналися до повстання. Керівництво перебрав на себе майор Ісмаїл Енвер. Султан наказав перекинути на Балкани війська з Анатолії, але й вони перейшли на бік Енвера. Повстання швидко переросло в революцію, яка отримала назву молодотурецької. Заворушення перекинулися на Стамбул. Абдул-Гамід II зрозумів, що в нього просто не залишилося відданих йому військових частин, і змушений був капітулювати.
24 липня 1908 року стамбульські газети повідомили, що в імперії знову діє конституція та почалася «доба свободи». При цьому султан залишився при владі, з посад усунули лише найреакційніших чиновників. Скориставшись революційним безладом, Болгарія остаточно звільнилася від османської влади, а Австро-Угорщина приєднала до своїх володінь Боснію і Герцеговину.
У квітні 1909 року Абдул-Гамід II влаштував контрреволюційний заколот. Султана підтримало духовенство, офіцери, звільнені з армії, та ліберали. «Молоді турки» кинули проти заколотників вірні їм війська з Македонії та Фракії. На вулицях Стамбула розгорнулася справжні бої, і цього перемога революції була остаточною. 27 квітня 1909 року Абдул-Гаміда II позбавили влади.

### Іноземні оцінки
Особливу ненависть султан викликав у Франції та у вірменської громади. Саме це середовище добивалося аби султан асоціювався лише з деспотизмом і переслідування національних громад (вірмен та ін.). Французька та московська дипломатія поширювала чутки, що Абдул-Гамід ІІ був обмеженою та боягузливою людиною, а, мовляв, як дипломата і політика його вирізняла хитрість, підступність і певна спритність.